# Pierre Cordier
Pierre Cordier (Bruselas, 28 de enero de 1933-Bruselas, 21 de marzo de 2024) fue un fotógrafo belga.

## Biografía
En 1956 idea los quimigramas que son imágenes que no se obtienen mediante una cámara fotográfica sino combinando técnicas pictóricas con la acción directa de los productos químicos, estas se podrían describir como «fotografías a la inversa» al actuar en primer lugar los reveladores. Se señalan como precursores los fotogramas de László Moholy-Nagy o los rayogramas de Man Ray.
Durante 1957 se dedicó a realizar su único reportaje fotográfico por Oriente Medio en los países de Turquía, Irak y Siria. En 1958 realizó un curso de fotografía con Otto Steinert en su escuela de Saarbrücken.
Entre 1965 y 1998 estuvo ejerciendo como profesor en la escuela superior de Artes Visuales de la Cambre en Bruselas. Además en 1968 fue miembro fundador del grupo  Generative Fotografie junto a Gottfried Jäger, Kilian Breier y Hein Gravenshost.
Su obra ha sido expuesta en diversas ocasiones entre las que pueden destacarse la realizada en 1967 en el Museo de Arte Moderno de Nueva York, en 1988 en el Museo de Arte Moderno de Bruselas, en 1993 en el Centro George Pompidou de París o la retrospectiva de 2007 en el Museo de la Fotografía de Charleroi. Algunos de estos museos diponen de quimigramas en sus colecciones permanentes.
En 2006 se creó la Fundación Pierre Cordier.